# Alfred Kleiner
Alfred Kleiner, född 24 april 1849, död 3 juli 1916, var en schweizisk fysiker och professor i experimentell fysik vid Universitetet i Zürich. Han var Albert Einsteins doktorandhandledare eller Doktorvater. Einstein hade i början H. F. Weber som doktorandhandledare men valde att byta till Kleiner.